# Liste der Monuments historiques in Nantillé
Die Liste der Monuments historiques in Nantillé führt die Monuments historiques in der französischen Gemeinde Nantillé auf.

## Liste der Bauwerke
| Bezeichnung       | Beschreibung                                                                     | Standort | Kennzeichnung | Schutzstatus | Datum | Bild           |
| ----------------- | -------------------------------------------------------------------------------- | -------- | ------------- | ------------ | ----- | -------------- |
| Jardin de Gabriel | Skulpturengarten, geschaffen in den 1960er Jahren von Albert Gabriel (1904–1997) | (Lage)   | PA17000085    | Inscrit      | 2011  | weitere Bilder |

## Liste der Objekte
- Monuments historiques (Objekte) in Nantillé in der Base Palissy des französischen Kultusministeriums